# Supercoupe d'Israël de football
La Supercoupe d'Israël de football est une compétition de football créée en 1957 et disparue en 1990 opposant le champion d'Israël au vainqueur de la coupe d'Israël. 
Elle refait son apparition au début de la saison 2015-2016.
La compétition, organisée par la Fédération d'Israël de football, se déroule en un match unique sur terrain neutre.

## Palmarès
| Année | Vainqueur                  | Résultat            | Finaliste                |
| ----- | -------------------------- | ------------------- | ------------------------ |
| 1957  | Hapoël Tel-Aviv            | 3-0                 | Hapoël Petah-Tikvah      |
| 1962  | Maccabi Haïfa              | 2-2                 | Hapoel Petah-Tikvah      |
| 1965  | Maccabi Tel-Aviv           | 1-1 2-2             | Hakoah Maccabi Ramat-Gan |
| 1966  | Hapoël Tel-Aviv            | 2-1                 | Hapoël Haïfa             |
| 1968  | Maccabi Tel-Aviv           | 2-1                 | Bnei Yehoudah Tel-Aviv   |
| 1969  | Hapoël Tel-Aviv            | 5-1                 | Hakoah Maccabi Ramat-Gan |
| 1970  | Hapoël Tel-Aviv            | 2-1                 | Maccabi Tel-Aviv         |
| 1971  | Maccabi Netanya            | 4-2 a.p.            | Hakoah Maccabi Ramat-Gan |
| 1974  | Maccabi Netanya            | 2-1                 | Hapoël Haïfa             |
| 1975  | Hapoël Beer-Sheva          | 2-1                 | Hapoël Kfar Sabah        |
| 1976  | Betar Jérusalem            | 3-2 a.p.            | Hapoël Beer-Sheva        |
| 1977  | Maccabi Tel-Aviv           | 3-2                 | Maccabi Jaffa            |
| 1978  | Maccabi Netanya            | 4-0                 | Betar Jerusalem          |
| 1979  | Maccabi Tel-Aviv           | 2-0                 | Betar Jerusalem          |
| 1980  | Maccabi Netanya            | 2-1                 | Hapoël Kfar Sabah        |
| 1981  | Hapoël Tel-Aviv            | 2-0                 | Bnei Yehoudah Tel-Aviv   |
| 1982  | Hapoël Kfar Sabah          | 3-3 a.p. 3-2 t.a.b. | Hapoël Yehoud            |
| 1983  | Maccabi Netanya            | 1-0                 | Hapoël Tel-Aviv          |
| 1984  | Hapoël Lod                 | 4-1                 | Maccabi Haïfa            |
| 1985  | Maccabi Haïfa              | 5-2                 | Betar Jérusalem          |
| 1986  | Betar Jérusalem            | 2-1                 | Hapoël Tel-Aviv          |
| 1988  | Maccabi Tel-Aviv           | 3-0                 | Hapoël Tel-Aviv          |
| 1989  | Maccabi Haïfa              | 2-1                 | Betar Jerusalem          |
| 1990  | Bnei Yehoudah Tel-Aviv     | 1-0                 | Hapoël Kfar Sabah        |
| 2015  | Hapoël Ironi Kiryat Shmona | 2-2ap, 5-4 tab      | Maccabi Tel-Aviv         |
| 2016  | Hapoël Beer-Sheva          | 4-2                 | Maccabi Haïfa            |
| 2017  | Hapoël Beer-Sheva          | 4-2                 | Bnei Yehoudah Tel-Aviv   |
| 2018  | Hapoël Haïfa               | 1-1(5-4tab)         | Hapoël Beer-Sheva        |
| 2019  | Maccabi Tel-Aviv           | 1-0                 | Bnei Yehoudah Tel-Aviv   |
| 2020  | Maccabi Tel-Aviv           | 2-0 ; 2-0           | Hapoël Beer-Sheva        |
| 2021  | Maccabi Haïfa              | 2-0                 | Maccabi Tel-Aviv         |
| 2022  | Hapoël Beer-Sheva          | 1-1 (4-3tab)        | Maccabi Haïfa            |
| 2023  | Maccabi Haïfa              | 3-1                 | Beitar Jérusalem         |
| 2024  | Maccabi Tel-Aviv           | 2-0                 | Maccabi Petah-Tikva      |

## Source
- RSSSF